# Barrio (película)
Barrio es una película española de 1998 dirigida por Fernando León de Aranoa.

## Trama
En Madrid, Manu, Javi y Rai, unos adolescentes de 15 años, pasan los días del verano en su barrio pues sus familias no se pueden permitir irse de vacaciones. Aunque comparten sueños como tener sexo y viajar, cada uno de ellos se enfrenta a situaciones distintas. Manu echa de menos a su difunta madre y su hermano Rafa, quien por lo que le cuenta su padre es un exitoso hombre de negocios en el extranjero. Javi vive con su hermana Susana, sus padres, quienes discuten frecuentemente, y su abuelo sordo. Rai roba en tiendas y coches a menudo, además de tener a Susana como interés romántico.
Sin que lo sepa su padre, Manu consigue un puesto como repartidor y mintiendo a su jefe sobre tener moto, se pone a hacer los repartos en autobús. Rai y Javi roban yogur en un supermercado, con la intención de participar en un sorteo que ofrece la marca con un viaje pagado como premio. Una tarde, los tres roban una corona de flores de un cementerio y venden las flores en un bar. Rai intenta ligar con una chica pero se acaba enfrentando a su novio y los tres se ven obligados a huir. A la mañana siguiente, Rai se entera por correo de que ha ganado el concurso, pero se decepciona al descubrir que el premio es una moto acuática, totalmente inútil en su barrio, por lo que simplemente la deja encadenada a una farola en frente de su bloque. 
Javi y Manu, con intención de animar a Rai e inspirados por la moto, organizan una especie de fiesta tropical. Después, visitan el hermano de Rai, que trabaja como guardia de seguridad en un complejo de apartamentos, pues les ha prometido enseñarles su arma. El hermano de Rai los deja solos en la cabina para tener sexo con su novia en la entrada, mientras Manu y Javi se masturban mirándolos por las cámaras. Por hacer la gracia, Rai finge poner la pistola en su boca y apretar el gatillo, lo que acaba asustando y enfadando a sus amigos.
Un día, Manu, aún haciendo los repartos en autobús, se sorprende cuando su padre sube al vehículo. Se esconde en los asientos traseros, pero se extraña cuando, inexplicablemente, su padre se baja en un descampado. Mientras tanto, Javi llega a casa y se encuentra a Susana llorando, quien le explica que su madre ha puesto una orden de alejamiento a su padre pues éste la maltrataba en secreto. Los tres amigos se reúnen, pero son arrestados por la policía al revelarse que Rai es un camello. Rai pasa la noche en la cárcel y miente a sus padres diciéndoles que va a pasar la noche en casa de Javi.
Javi visita su padre, ahora divorciado y viviendo en una furgoneta, mientras Manu sopla las velas de su tarta de cumpleaños con su padre y pide un deseo. Al anochecer, los tres celebran el cumpleaños de Manu en una discoteca, descubren un asentamiento al aventurarse en los túneles del metro y roban en una tienda de trofeos. Acercándose a casa, Rai se percata de que le han robado su moto acuática. Sin embargo, en seguida recuperan el buen humor, cuando Manu les recuerda que la moto era un estorbo inútil de todos modos. De vuelta en casa, Manu descubre un reloj de pulsera en su cama, empaquetado como un caro regalo de su hermano. Aun así, pronto descubre que ese mismo reloj está siendo vendido como oferta en una tienda local.
Esto le hace sospechar a Manu y, siguiendo el tramo que su padre tomó el día anterior, llega a un asentamiento de vagabundos, donde se queda impactado al descubrir que su hermano Rafa es en realidad un heroinómano. Cuando Manu cuenta a su padre que sabe la verdad, éste empieza a llorar, pero Manu le consuela de que al menos su deseo de cumpleaños de ver a su hermano otra vez se ha hecho realidad.
Rai se dirige a casa de Javi para salir con Susana. Mientras Susana se prepara, Rai aprovecha el tiempo para ponerse a robar la radio de un coche, pero es interrumpido por su dueño, un policía. Apuntando la pistola a Rai, le ordena que esté quieto, pero no obedece y le dispara. Javi se reúne con Manu en el metro y sufre un ataque de rabia, mientras una voz en off del telediario informa que un adolescente ha fallecido.

## Ficha artística

### Actores principales
- Críspulo Cabezas (Raimundo)
- Timy Benito (Javier)
- Eloi Yebra (Manuel)
- Marieta Orozco (Susi, hermana de Javier)
- Alicia Sánchez (Carmen, madre de Javier)
- Enrique Villén (Ricardo, padre de Javier)
- Francisco Algora (Ángel, padre de Manuel)
- Chete Lera (Policía inspector)
- Lluvia Rojo (Chica bar de copas)
- Paco Maestre (Encargado pizzeria)

## Palmarés
Premios Goya
| Año  | Categoría                                 | Persona                 | Resultado |
| ---- | ----------------------------------------- | ----------------------- | --------- |
| 1999 | Mejor dirección                           | Fernando León de Aranoa | Ganador   |
| 1999 | Mejor guion original                      | Fernando León de Aranoa | Ganador   |
| 1999 | Mejor actriz revelación                   | Marieta Orozco          | Ganadora  |
| 1999 | Mejor película                            |                         | Candidata |
| 1999 | Mejor interpretación masculina de reparto | Francisco Algora        | Candidato |
| 1999 | Mejor interpretación femenina de reparto  | Alicia Sánchez          | Candidata |

Festival Internacional de Cine de San Sebastián
| Año  | Categoría                                                         | Persona                                   | Resultado |
| ---- | ----------------------------------------------------------------- | ----------------------------------------- | --------- |
| 1998 | Concha de Plata al mejor director                                 | Fernando León de Aranoa                   | Ganadora  |
| 1998 | Mención Especial PREMIO FIPRESCI                                  | Fernando León de Aranoa y Elías Querejeta | Ganadora  |
| 1998 | Premio Alma Rosa a la mejor película                              | Fernando León de Aranoa                   | Ganadora  |
| 1998 | Premio CFE (Comisión Federal de Electricidad) a la mejor película | Fernando León de Aranoa                   | Ganadora  |

Medallas del Círculo de Escritores Cinematográficos
| Año  | Categoría      | Persona                 | Resultado |
| ---- | -------------- | ----------------------- | --------- |
| 1998 | Mejor director | Fernando León de Aranoa | Ganador   |

Festival de Cine de Turín
| Año  | Categoría      | Persona                 | Resultado |
| ---- | -------------- | ----------------------- | --------- |
| 1998 | Mejor película | Fernando León de Aranoa | Candidata |

## Rodaje
La película está rodada en Madrid, principalmente en los barrios de La Elipa y San Blas, y alrededores de la M-30.